# تاشکوه وسطی
تاشکوه وسطی، روستایی است از توابع بخش مرکزی شهرستان نور در استان مازندران ایران.

## جمعیت
این روستا در دهستان میان‌بند قرار دارد و براساس سرشماری مرکز آمار ایران در سال ۱۳۸۵، جمعیت آن ۴۷۶ نفر (۱۱۴خانوار) بوده‌است. مردم این روستا به زبان مازندرانی صحبت میکنند.